# Holmtjärnen (Edefors socken, Norrbotten, 734386-171685)
Holmtjärnen är en sjö i Bodens kommun i Norrbotten och ingår i Luleälvens huvudavrinningsområde.